# 79 Близнецов
79 Близнецов (лат. 79 Geminorum, HD 62510) — одиночная звезда в созвездии Близнецов на расстоянии приблизительно 450 световых лет (около 138 парсеков) от Солнца. Видимая звёздная величина звезды — +6,54m.

## Характеристики
79 Близнецов — белая звезда спектрального класса A1V. Радиус — около 2,68 солнечных, светимость — около 59,95 солнечных. Эффективная температура — около 9462 К.